# Dorotea revir
Dorotea revir var ett skogsförvaltningsområde inom Härnösands överjägmästardistrikt, Västerbottens län, som omfattade dels Dorotea socken med undantag av kronoparkerna Långsjömon, Simsjön och Stenbithöjden, dels en mindre del av Åsele socken. Reviret, som var indelat i fem bevakningstrakter, omfattade (1920) 111 448 hektar allmänna skogar, varav 12 kronoparker med en areal av 95 922 hektar.